# متحف فنلندا الوطني

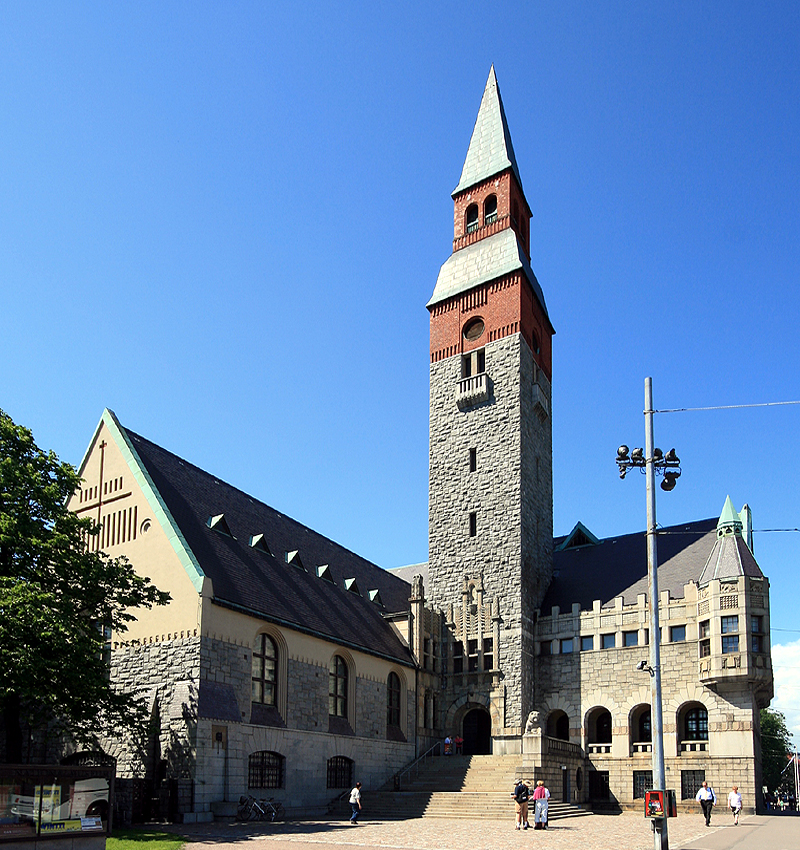
متحف فنلندا الوطني

متحف فنلندا الوطني (بالفنلندية: Suomen kansallismuseo، بالسويدية: Finlands nationalmuseum) يعرض التاريخ الفنلندي من العصر الحجري إلى يومنا هذا، من خلال المعروضات والتاريخ الثقافي. يقع المبنى الفنلندي ذو الأسلوب الرومانسي الوطني في مركز هلسنكي ويعمل بالتعاون مع المجلس الوطني للآثار، وهو جمعية ذات صلة بوزارة التربية التعليم.

## المعروضات
تنقسم المعارض الدائمة للمتحف الوطني إلى ستة أجزاء. الكنز تروفس يعرض مجموعات من عملات معدنية وقلائد وزخارف وفضيات ومجوهرات والأسلحة. معرض فنلندا ما قبل التاريخ هو أكبر معرض أثري دائم في فنلندا. يعرض المعرض الملكي لتطور المجتمع والثقافة الفنلندية من العصور الوسطى في القرن الثاني عشر إلى بدايات القرن العشرين، عبر حقبة المملكة السويدية إلى عصر الامبراطورية الروسية. ويعرض «أرض وشعبها» الثقافة الفنلندية الشعبية في القرنين الثامن العشر والتاسع عشر، والحياة في الريف قبل التصنيع. يقدم معرض القرن العشرين فنلندا المستقلة وثقافتها الموحدة والعالمية. تم إغلاق هذا المعرض 2010-2011.

## معرض صور

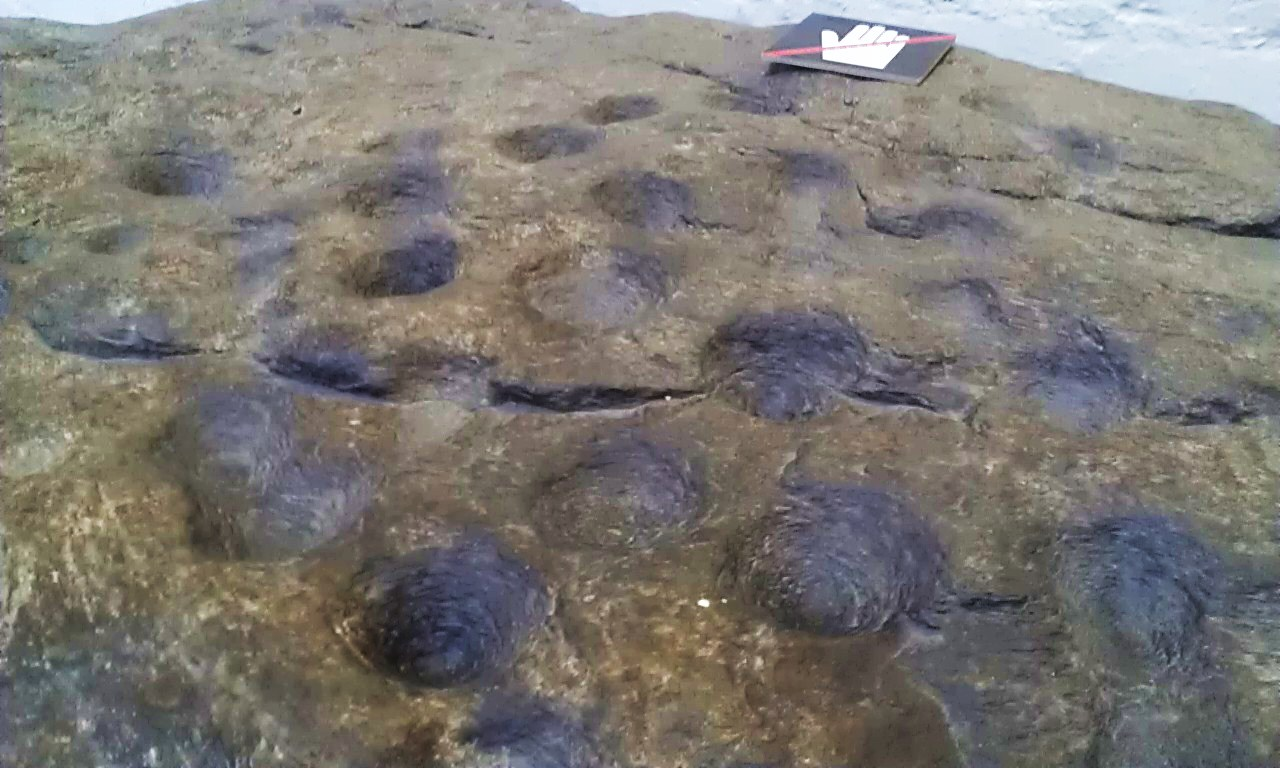
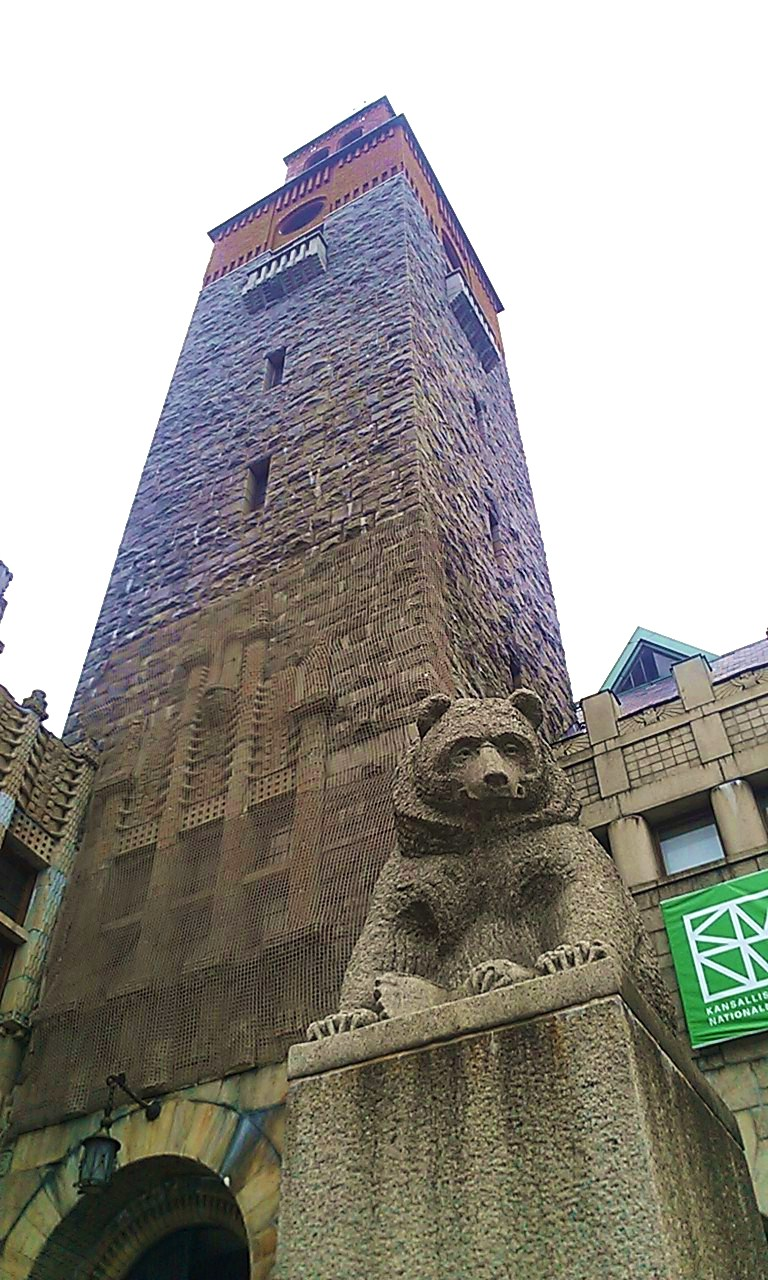
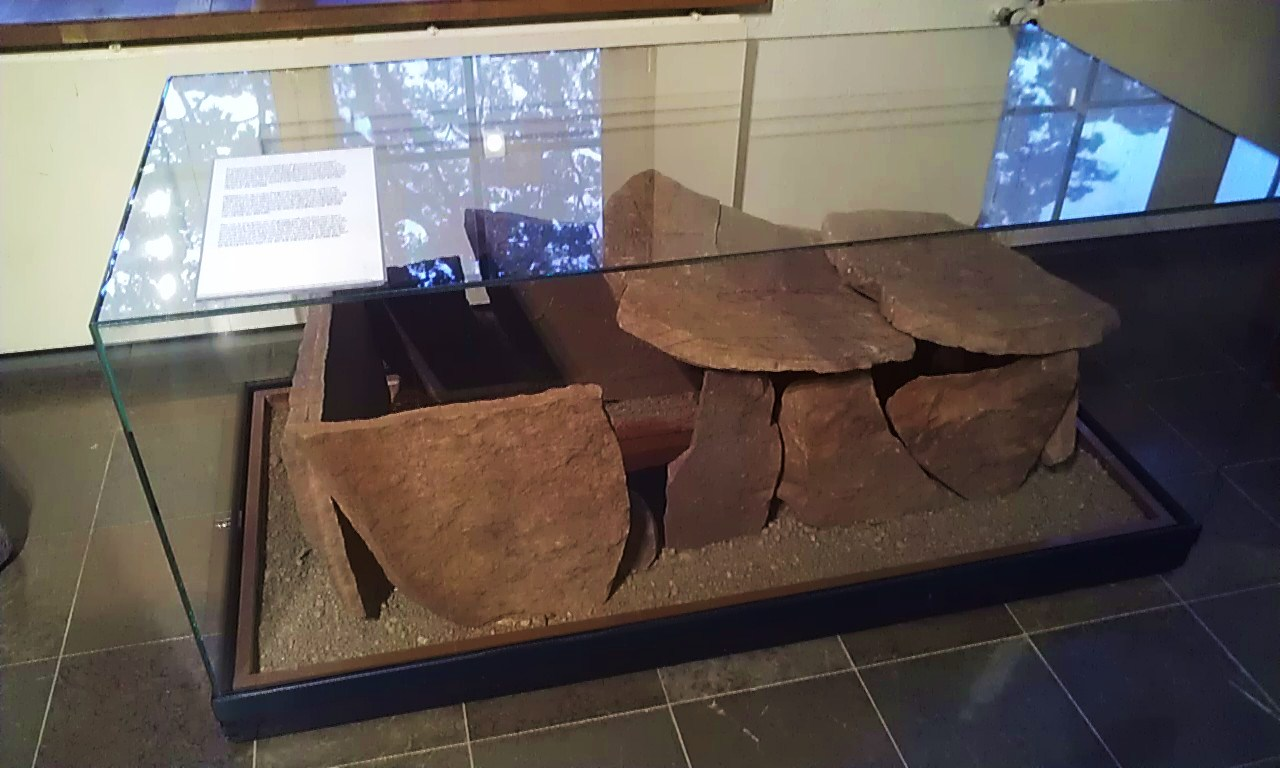